# Old Town Road
«Old Town Road» (с англ. — «Старая городская дорога») — песня американского хип-хоп-исполнителя Lil Nas X, впервые изданная 3 декабря 2018 года и ставшая вирусной. Позднее была перевыпущена Columbia Records. Сингл достиг первого места в американском хит-параде Billboard Hot 100 и пробыл там 19 недель, обновив рекорд чарта по количеству последовательных недель на первом месте. Это первый чарттоппер исполнителя в его карьере. Трек также дебютировал на 19-м месте в кантри-чарте Hot Country Songs. Однако, если бы не жанровая дисквалификация, то песня могла 6 апреля стать № 1 и в данном чарте. Ремикс при участии кантри-певца Билли Рэя Сайруса вышел 5 апреля 2019 года. Позднее сингл был включён в мини-альбом 7 (EP), вышедший 21 июня 2019 года.
При своей менее чем двухминутной длине, песня стала пятой из самых коротких  среди всех, побывавших на первом месте в США и самым коротким чарттоппером последнего десятилетия. Кроме того, это лишь третья кантри-песня за 30 лет, которой удалось стать чарттоппером в Billboard Hot 100.
Песня получила несколько наград и номинаций, включая победу на Грэмми-2020 в категориях Лучшее поп-исполнение дуэтом или группой и Лучшее музыкальное видео.
В песне используется инструментальный трек 34 Ghosts IV американской индастриал-группы Nine Inch Nails.
В январе 2021 года песня установила рекорд как наиболее высоко сертифицированная песня за всю историю RIAA с 14-кратным платиновым статусом в США, что означает, что она собрала 14 миллионов эквивалентных песенных единиц.

## История
Я поскачу вдоль старой городской дороги

Буду гнать пока не выдохнусь. 

И мои кони позади, всё, что надо для езды

Матовая шляпа и чёрные сапоги.

Скачу на коне, меня не догнать тебе

Я бывал в долине, а ты был в ней лишь во сне.
«Old Town Road» была выпущена независимо как сингл 3 декабря 2018 года, во время подъёма популярности мема «Yeehaw Agenda» (движения, объединяющего ковбойскую моду и культуру). Дэнни Канг, менеджер вирусного кантри-артиста Мейсона Рэмси, рассказал журналу Rolling Stone, что Lil Nas X причислил свою песню к жанру кантри-музыки на SoundCloud и iTunes для манипулирования алгоритмами чартов, так как было бы проще возглавить кантри-чарты, чем доминирующие в этой области хип-хоп и рэп-чарты. Lil Nas X начал создавать мемы для продвижения «Old Town Road», пока она не стала популярной у пользователей TikTok.
Песня приобрела популярность в конце декабря 2018 года после того, как стала мемом «Yeehaw Challenge» на TikTok, где пользователи создали короткие видеоролики, посвященные этой песне. Это позволило песне дебютировать самостоятельно и первоначально без лейбла на 83-м месте в Billboard Hot 100, где песня позднее достигла первого места. Популярность песни росла так быстро, что радиостанции начали загружать аудиоверсии с YouTube. 22 марта 2019 года успех песни позволил Lil Nas X подписать контракт с Columbia Records, который сейчас распространяет сингл.
5 апреля 2019 года на Columbia Records вышел первый официальный ремикс «Old Town Road» при участии американского кантри-певца Билли Рэя Сайруса. Ремикс был записан в поддержку того мнения, что «Old Town Road» это кантри-песня. 1 мая 2019 года стало доступно для заказов ограниченное издание на 7-дюймовой виниловой пластинке, где ремикс был на стороне A, а оригинальная версия — на стороне B.
Ремикс позднее был включён в мини-альбом Lil Nas под названием 7 (EP), вышедшего 21 июня 2019 года. Музыкальное видео для этого ремикса вышло 17 мая 2019. В нём в качестве гостей появились такие звёзды как Chris Rock, Haha Davis, Rico Nasty, Дипло, Jozzy, Young Kio и Винс Стейплс.

## Концертные выступления
19 апреля 2019 года Билли Рэй Сайрус исполнил трек «Old Town Road» на концерте, прошедшем в The George Jones Museum в Нашвилле (штат Теннесси).
В конце мая 2019 года НХЛ объявила, что Lil Nas X сольно исполнит песню перед первой игрой финала Кубка Стэнли, которая пройдёт 27 мая в Бостоне. Что в итоге и произошло на бостонской площади City Hall Plaza.
8 июня 2019 года Сайрус, Lil Nas X и Кит Урбан (подпевая и играя на банджо) совместно исполнили «Old Town Road» на фестивале «CMA Fest».
23 июня 2019 года Сайрус вместе с Lil Nas X спели свой хит на церемонии награждения «BET Awards 2019», прошедшей в Лос-Анджелесе и куда оба подъехали, сидя верхом на лошадях.
30 июня 2019 года Майли Сайрус вместе с Lil Nas X и Билли Рэй Сайрусом спели свой хит на рок-фестивале во время её выступления на рок-фестивале Glastonbury Festival 2019, прошедшем в Пилтоне (Великобритания); в таком порядке: «Party In The USA/Old Town Road/Panini».

## Дискуссии иBillboard
Сингл «Old Town Road» установил редкое достижение в истории Billboard, когда в марте 2019 года он одновременно попал в чарты Billboard Hot 100, Hot Country Songs и Hot R&B/Hip-Hop Songs. Ранее, была по крайней мере ещё одна песня с таким результатом: «We Are the World», которая появилась одновременно в шести разных чартах, включая три вышеупомянутых и плюс ещё Dance Club Songs, Adult Contemporary, и Mainstream Rock. Однако Billboard тихо удалил «Old Town Road» из таблицы Hot Country Songs «за недостаточность элементов современной кантри-музыки». «Old Town Road» достигла бы первого места списке Hot Country Songs от 6 апреля 2019 года, если бы её оттуда не убрали.
Сам исполнитель Lil Nas X заявил, что он «крайне разочарован» этим решением. В своём интервью журналу Time репортер Эндрю Р. Чоу озвучил решение Билборда убрать песню «Old Town Road» из кантри-чарта, но оставить её в хип-хоп-чарте, спросив Lil Nas X, считает ли он «Old Town Road» песней стиля кантри. Lil Nas X ответил: «Песня — кантри-трэп. Это не одно, это не другое. Это и то и другое. Поэтому она должна быть в обеих [хит-парадах]».
Исключение «Old Town Road» вызвало критику в оценке работ небелых исполнителей в жанре кантри, а автор Элиас Лейт в журнале Rolling Stone сослался на Бейонсе, ещё одного чернокожего музыканта, чью песню «Daddy Lessons» не приняли во внимание как песню кантри The Recording Academy в 2016 году. Лейт также указал на другие трудности, с которыми сталкиваются чернокожие артисты, создающие музыку разных жанров, отметив, что Death Race for Love (2019) рэпера Juice Wrld будет «вероятно, самым коммерчески успешным рок-альбомом 2019 года», но никогда не появится в рок-чартах или плейлистах, другой жанр, как в стране, где преобладают белые артисты. В свете этой критики Billboard позже заявил, что решение удалить «Old Town Road» из чарта Hot Country Songs не имело ничего общего с расой его исполнителя Lil Nas X. Когда его спросили, считает ли он, что решение Билборда имеет какие-то расовые оттенки, Lil Nas X ответил: «Я верю, что когда вы пробуете что-то новое, это всегда будет восприниматься как-то плохо».

## Коммерческий успех
«Old Town Road» дебютировал на 83-м месте и позднее достиг первого места в основном американском хит-параде Billboard Hot 100.
20 апреля 2019 года сингл, Lil Nas X (но уже при участии Billy Ray Cyrus), находясь уже вторую неделю на № 1 в чарте Streaming Songs, побил рекорд канадского рэпера Дрейка по стриминг-потокам за неделю: 143 млн (U.S. streams) по данным Nielsen Music. Прошлое достижение принадлежало синглу «In My Feelings» (Drake): 116,2 млн стримов (28 июня 2018 года).
Оставаясь на первом месте американского хит-парада Billboard Hot 100 песня «Old Town Road» не пустила на вершину сразу пять крупных дебютов этого времени. Это синглы, не поднявшиеся в эти дни выше второго места: «Wow» (Post Malone); «Me!» (Taylor Swift); «If I Can't Have You» (Shawn Mendes); «I Don't Care» (Ed Sheeran и Justin Bieber). К ним добавился и «Bad Guy» в исполнении Билли Айлиш. Ранее, большее количество песен (по 5) не пустили на первое место только два чарттоппера в истории: «(Everything I Do) I Do It for You» (7 недель на первом месте в 1991 году, Брайан Адамс) и «Theme From A Summer Place» (9 недель на № 1 в 1960 году, Перси Фейт и его оркестр) оставили на втором месте пять претендентов. Вскоре рекорд был побит, так как на втором месте дебютировал и второй новый сингл Тейлор Свифт «You Need to Calm Down».
В чарте от 3 августа сингл поставил абсолютный рекорд американского хит-парада за всю его более чем 60-летнюю историю. Трек 17 недель находился (на 3 августа 2019) на вершине чарта США и опередил прошлых лидеров: «One Sweet Day» (Мэрайя Кэри и Boyz II Men) и «Despacito» (Луис Фонси и Дэдди Янки при участии Джастина Бибера). На тринадцатой неделе лидерства трек вошёл в число 12 синглов, пробывших на первом месте 13 и более недель и блокировал на втором месте шестой потенциальный чарттоппер: «Señorita» (Mendes и Cabello). Тем самым был установлен новый рекорд: 6 блоков (ранее больше пяти подобных блоков не было ни у одного суперхита). Кроме того, 13 недель нахождения на первом месте это рекорд для любого сингла жанра хип-хоп, прошлый 12-недельный рекорд принадлежал сразу трём синглам этого музыкального направления: «See You Again» (Wiz Khalifa, Charlie Puth, 2015); «Boom Boom Pow» (The Black Eyed Peas, 2009); «Lose Yourself» (Эминем, 2002—03). Еженедельно он набирал более 100 млн стримов, из которых восемь недель вошли в десятку рекордных по этому показателю в истории цифровой музыки.

## Музыкальное видео
Первое музыкальное видео песни полностью состоит из видеороликов и клипов из компьютерной игры-вестерна Red Dead Redemption 2 2018 года.
Официальное музыкальное видео на ремикс песни (в качестве Official Movie) вышло 17 мая 2019 года. В нём снимались в качестве гостей американский актёр Крис Рок (роль ковбоя), Haha Davis, Rico Nasty (роль смотрителя в клубе престарелых ковбоев), диджей Дипло (играет на стиральной доске в клубе), рэперы и продюсеры Jozzy, Young Kio и Винс Стейплс (роль автогонщика). В этом видео участвуют в качестве персонажей-ковбоев певцы Lil Nas X и Билли Рэй Сайрус, которые из Дикого Запада 1889 года (где они ограбили банк) переносятся в сегодняшний день 2019 года в город Олд Таун Роуд, где они общаются с местными жителями.

## Список композиций
Виниловый релиз
| №  | Название                                        | Длительность |
| -- | ----------------------------------------------- | ------------ |
| 1. | «Old Town Road» (при участии Билли Рэя Сайруса) | 2:37         |

| №  | Название                              | Длительность |
| -- | ------------------------------------- | ------------ |
| 1. | «Old Town Road» (оригинальная версия) | 1:53         |

## Творческая группа
По данным Tidal.
- Lil Nas X — основной артист
- YoungKio — продюсер
- Trent Reznor — семпл производство
- Atticus Ross — семпл производство
- Cinco — запись

## Награды и номинации
Ниже перечислены награды и номинации как для «Old Town Road», так и для «Old Town Road (Remix)» с участием Билли Рэя Сайруса.
| Год  | Церемония                        | Категория                                            | Результат | Ссылка               |
| ---- | -------------------------------- | ---------------------------------------------------- | --------- | -------------------- |
| 2019 | American Music Awards            | Collaboration of the Year                            | Номинация | [ 54 ]               |
| 2019 | American Music Awards            | Favorite Song — Rap/Hip-Hop                          | Победа    | [ 54 ]               |
| 2019 | American Music Awards            | Favorite Music Video                                 | Номинация | [ 54 ]               |
| 2019 | American Music Awards            | Favorite Song — Pop/Rock                             | Номинация | [ 54 ]               |
| 2019 | Apple Music Awards               | Song of the Year                                     | Победа    | [ 55 ]               |
| 2019 | BBC Radio 1's Teen Awards        | Best Single                                          | Номинация | [ 56 ]               |
| 2019 | BET Hip Hop Awards               | Single of the Year                                   | Победа    | [ 57 ]               |
| 2019 | BET Hip Hop Awards               | Best Collab, Duo or Group                            | Победа    | [ 57 ]               |
| 2019 | BreakTudo Awards                 | International Hit of the Year                        | Номинация | [ 58 ]               |
| 2019 | Country Music Association Awards | Музыкальное событие года (Musical Event of the Year) | Победа    | [ 59 ] [ 60 ]        |
| 2019 | Danish Music Awards              | Foreign Song of the Year                             | Номинация | [ 61 ]               |
| 2019 | MTV Europe Music Awards          | Best Song                                            | Номинация | [ 62 ]               |
| 2019 | MTV Europe Music Awards          | Best Video                                           | Номинация | [ 62 ]               |
| 2019 | MTV Europe Music Awards          | Best Collaboration                                   | Номинация | [ 62 ]               |
| 2019 | MTV Video Music Awards           | Лучшая песня года                                    | Победа    | [ 63 ] [ 64 ] [ 65 ] |
| 2019 | MTV Video Music Awards           | Лучшая песня лета                                    | Номинация | [ 63 ] [ 64 ] [ 65 ] |
| 2019 | MTV Video Music Awards           | Лучшее видео года                                    | Номинация | [ 63 ] [ 64 ] [ 65 ] |
| 2019 | MTV Video Music Awards           | Лучшее хип-хоп-видео                                 | Номинация | [ 63 ] [ 64 ] [ 65 ] |
| 2019 | MTV Video Music Awards           | Лучшая совместная работа                             | Номинация | [ 63 ] [ 64 ] [ 65 ] |
| 2019 | MTV Video Music Awards           | Лучшая режиссура                                     | Победа    | [ 63 ] [ 64 ] [ 65 ] |
| 2019 | MTV Video Music Awards           | Лучший монтаж                                        | Номинация | [ 63 ] [ 64 ] [ 65 ] |
| 2019 | MTV Video Music Awards           | Лучшая работа художника-постановщика                 | Номинация | [ 63 ] [ 64 ] [ 65 ] |
| 2019 | NRJ Music Awards                 | International Song of the Year                       | Номинация | [ 66 ]               |
| 2019 | NRJ Music Awards                 | Video of the Year                                    | Номинация | [ 66 ]               |
| 2019 | People’s Choice Awards           | Song of 2019                                         | Номинация | [ 67 ]               |
| 2019 | Teen Choice Awards               | Choice Song: Исполнитель — мужчина                   | Номинация | [ 68 ] [ 69 ]        |
| 2019 | Teen Choice Awards               | Choice Сотрудничество                                | Номинация | [ 68 ] [ 69 ]        |
| 2019 | Teen Choice Awards               | Choice R&B/Хип-Хоп-песня                             | Победа    | [ 68 ] [ 69 ]        |
| 2019 | UK Music Video Awards            | Best Urban Video — International                     | Номинация | [ 70 ]               |
| 2020 | Grammy Awards                    | Record of the Year                                   | Номинация | [ 71 ]               |
| 2020 | Grammy Awards                    | Best Pop Duo/Group Performance                       | Победа    | [ 71 ]               |
| 2020 | Grammy Awards                    | Best Music Video                                     | Победа    | [ 71 ]               |
| 2020 | Billboard Music Awards           | Top Hot 100 Song                                     | Победа    | [ 72 ]               |
| 2020 | Billboard Music Awards           | Top Streaming Song                                   | Победа    | [ 72 ]               |
| 2020 | Billboard Music Awards           | Top Selling Song                                     | Победа    | [ 72 ]               |
| 2020 | Billboard Music Awards           | Top Collaboration (fan-voted)                        | Номинация | [ 72 ]               |
| 2020 | Billboard Music Awards           | Top Rap Song                                         | Победа    | [ 72 ]               |

## Чарты и сертификация
| Чарт (2019)                           | Высшая позиция |
| ------------------------------------- | -------------- |
| Австралия (ARIA)                      | 1              |
| Австрия (Ö3 Austria Top 40)           | 1              |
| Бельгия (Ultratop 50 Flanders)        | 1              |
| Бельгия (Ultratop 50 Wallonia)        | 1              |
| Бразилия (Crowley Charts)             | 78             |
| Канада (Canadian Hot 100)             | 3              |
| Чехия (Rádio — Top 100)               | 82             |
| Чехия (Singles Digitál Top 100)       | 2              |
| Дания (Tracklisten)                   | 1              |
| Финляндия (Suomen virallinen lista)   | 6              |
| Франция (SNEP)                        | 1              |
| Германия (GfK)                        | 1              |
| Греция (IFPI)                         | 4              |
| Венгрия (Single Top 40)               | 1              |
| Венгрия (Stream Top 40)               | 1              |
| Ирландия (IRMA)                       | 1              |
| Израиль (Media Forest)                | 6              |
| Нидерланды (Dutch Top 40)             | 5              |
| Нидерланды (Single Top 100)           | 1              |
| Новая Зеландия (RMNZ)                 | 1              |
| Норвегия (VG-lista)                   | 1              |
| Польша (Polish Airplay Top 100)       | 11             |
| Португалия (AFP)                      | 1              |
| Шотландия (OCC Scotland)              | 1              |
| Словакия (Singles Digitál Top 100)    | 2              |
| Испания (PROMUSICAE)                  | 62             |
| Швеция (Sverigetopplistan)            | 2              |
| Швейцария (Schweizer Hitparade)       | 1              |
| Великобритания (OCC UK Singles)       | 1              |
| США Billboard Hot 100                 | 1              |
| США Adult Top 40 (Billboard)          | 31             |
| США Country Airplay (Billboard)       | 50             |
| США Hot Country Songs (Billboard)     | 19             |
| США Hot R&B/Hip-Hop Songs (Billboard) | 1              |
| США Mainstream Top 40 (Billboard)     | 30             |
| США Rhythmic (Billboard)              | 23             |
| США Rolling Stone Top 100             | 1              |

| Регион | Сертификация                     | Продажи    |
| --- | -------------------------------- | ---------- |
| Австралия (ARIA) | 15× Платиновый                   | 1 050 000  |
| Австрия (IFPI Austria) | 4× Платиновый                    | 120 000    |
| Бельгия (BEA) | 4× Платиновый                    | 160 000    |
| Бразилия (ABPD) | 3× Бриллиантовый                 | 480 000    |
| Канада (Music Canada) | Бриллиантовый                    | 800 000    |
| Дания (IFPI Danmark) | 3× Платиновый                    | 270 000    |
| Франция (SNEP) | Бриллиантовый                    | 333 333    |
| Германия (BVMI) | Бриллиантовый                    | 1 000 000  |
| Италия (FIMI) | 2× Платиновый                    | 100 000    |
| Мексика (AMPROFON) | Бриллиантовый+Платиновый+Золотой | 390 000    |
| Нидерланды (NVPI) | 3× Платиновый                    | 240 000    |
| Новая Зеландия (RMNZ) | 4× Платиновый                    | 120 000    |
| Норвегия (IFPI Norway) | 2× Платиновый                    | 120 000    |
| Норвегия (IFPI Norway) · Remix | 2× Платиновый                    | 120 000    |
| Польша (ZPAV) | Бриллиантовый                    | 100 000    |
| Португалия (AFP) | 4× Платиновый                    | 40 000     |
| Испания (PROMUSICAE) | Золотой                          | 20 000     |
| Швейцария (IFPI Switzerland) | 5× Платиновый                    | 100 000    |
| Великобритания (BPI) | 4× Платиновый                    | 2 400 000  |
| США (RIAA) | 17× Платиновый                   | 17 000 000 |
| США (RIAA) · Diplo Remix | Золотой                          | 500 000    |
| Стриминг |                                  |            |
| Швеция (GLF) | 2× Платиновый                    | 16 000 000 |
| Итого |                                  |            |
| Мир | —                                | 18,400,000 |
| Данные о продажах + прослушиваниях приведены только на основе сертификации. · Данные только о прослушиваниях приведены на основе сертификации. |                                  |            |

## Ремикс Билли Рэя Сайруса
«Old Town Road (Remix)» с участием американского кантри-певца Билли Рэя Сайруса стал первым официальным ремиксом «Old Town Road». Он был выпущен 5 апреля 2019 года на лейбле Columbia Records. Ремикс был записан в поддержку «Old Town Road», признанной кантри-песней. Ремикс вместе с оригиналом вошёл в дебютный мини-альбом Lil Nas X 7.
В 2024 году Rolling Stone поместил ремикс песни на 138-е место в своем рейтинге 200 величайших кантри-песен всех времён.

### Чарты

#### Еженедельные чарты
| Чарт (2019)                            | Высшая позиция |
| -------------------------------------- | -------------- |
| Аргентина (Argentina Hot 100)          | 77             |
| Бельгия (Ultratop 50 Flanders)         | 1              |
| Бельгия (Ultratop 50 Wallonia)         | 1              |
| Канада (Canadian Hot 100)              | 1              |
| СНГ (TopHit)                           | 21             |
| Колумбия (National-Report)             | 53             |
| Чехия (Singles Digitál Top 100)        | 3              |
| Дания (Tracklisten)                    | 2              |
| Финляндия (Suomen virallinen lista)    | 5              |
| Греция (IFPI)                          | 3              |
| Израиль (Media Forest)                 | 4              |
| Италия (FIMI)                          | 3              |
| Малайзия (RIM)                         | 11             |
| Мексика (Billboard)                    | 1              |
| Нидерланды (Dutch Top 40)              | 5              |
| Нидерланды (Single Top 100)            | 1              |
| Новая Зеландия (Recorded Music NZ)     | 1              |
| Румыния (Airplay 100)                  | 12             |
| Россия (TopHit)                        | 41             |
| Сингапур (RIAS)                        | 12             |
| Словакия (Singles Digitál Top 100)     | 2              |
| Испания (PROMUSICAE)                   | 65             |
| США Billboard Hot 100                  | 1              |
| США (Billboard Adult Pop Airplay) ·    | 16             |
| США Country Airplay (Billboard)        | 50             |
| США (Billboard Dance Club Songs)       | 34             |
| США Dance/Mix Show Airplay (Billboard) | 1              |
| США Hot R&B/Hip-Hop Songs (Billboard)  | 1              |
| США (Billboard Pop Airplay) ·          | 3              |
| США (Billboard Rhythmic) ·             | 1              |

#### Месячные чарты
| Чарт (2019)                  | Высшая позиция |
| ---------------------------- | -------------- |
| Бразилия (Pro-Música Brasil) | 2              |

## РемиксYoung ThugиМейсона Рэмси
Третий официальный ремикс «Old Town Road», вслед за вторым официальным ремиксом, сделанным Diplo в апреле 2019 года, вышел 12 июля 2019. Новый ремикс включает гостевое появление Billy Ray Cyrus с дополнением американского рэпера Young Thug и 12-летнего американского кантри-певца Мейсона Рэмси. Ремикс вышел с целью сохранить первое место в Billboard Hot 100 в тот момент когда «Old Town Road» приблизился к 16-недельному абсолютному рекорду, установленному хитами «One Sweet Day» (Mariah Carey и Boyz II Men) и «Despacito» (Luis Fonsi и Daddy Yankee).

### История
9 апреля 2019 года третий официальный ремикс «Old Town Road» при участии американского рэпера Young Thug был представлен самим Lil Nas X и Young Thug. 2 июля 2019 года Lil Nas X снова выложил тизёр, твитнув его из «🤠X🐍». 11 июля 2019 Lil Nas X выпустил обложку для финального ремикса «Old Town Road» и указал, что этот ремикс выйдет спустя несколько часов.
Янг Тагу приписывают введение стиля кантри-трэп в мейнстрим благодаря его экспериментальному микстейпу  Beautiful Thugger Girls  (2017). Рэпер Lil Nas X считает его пионером в преодолении разрыва между кантри и трэпом. В интервью журналу Billboard в марте 2019 года продюсера YoungKio спросили, кого он хотел бы заполучить для нового ремикса «Old Town Road». Он ответил, что хотел бы именно этого рэпера, заявив: «Я слушал каждую его песню, и я думаю, что он готов сделать этот ремикс. Я слушал Beautiful Thugger Girls, и у него там есть какая-то кантри-атмосфера».

### Художественное оформление обложки и Grand Ole Opry
На обложке сохранились чёрный конь, представляющий Lil Nas X, и оранжево-коричневый конь, представляющий Билли Рэя Сайруса из обложек предыдущих ремиксов. Зелёный конь цвета слизи представляет Young Thug, который основал лейбл Young Slime Life. После выпуска обложки появившегося на ней четвёртого участника в виде кремово-белого пони должны были представлять Майли Сайрус или Ноа Сайрус, но позже выяснилось, что он представляет 12-летнего певца Мейсона Рэмси.
27 июля 2019 года Билли Рэй Сайрус вместе с Мейсоном Рэмси исполнили песню «Old Town Road» со сцены Grand Ole Opry (Нашвилл, Теннесси).

### Участники записи ремикса
По данным Tidal.
- Lil Nas X — основной исполнитель
- Билли Рэй Сайрус — основной исполнитель
- Young Thug — приглашённый исполнитель, ремиксер
- Мейсон Рэмси — приглашённый исполнитель
- Jocelyn «Jozzy» Donald — бэк-вокал
- YoungKio — продюсер
- Трент Резнор — семплирование
- Аттикус Росс — семплирование
- Andrew «VoxGod» Bolooki — продюсер по вокалу
- Alex Tumay — продюсер по вокалу
- Joey Moi — продюсер по вокалу
- Joe Grasso — звукорежиссёр
- Cinco — звукорежиссёр
- A 'Bainz' — звукорежиссёр
- Shaan Singh — звукорежиссёр
- Eric Lagg — мастеринг-инженер

## Другие каверы и ремиксы

### Ремикс Diplo
Второй официальный ремикс, «Old Town Road (Diplo Remix)», вышел 29 апреля 2019 года при дополнительном участии продюсера и музыканта DJ Diplo. Веб-сайт кантри-музыки The Boot описал его как «ремикс ремикса», поскольку вокал Сайруса был сохранён.

#### Чарты
| Чарты (2019)                      | Высшая позиция |
| --------------------------------- | -------------- |
| Новая Зеландия Hot Singles (RMNZ) | 24             |

### Ремикс RM (BTS)
Четвёртый официальный ремикс «Seoul Town Road (Old Town Road Remix)», был издан 24 июля при участии южнокорейского певца и рэпера Ким Намджуна (RM) из группы BTS. Lil Nas X сообщил, что «Seoul Town Road» это финальный ремикс. Это единственный ремикс без участия Сайруса.

### Ремикс Cupcakke
17 апреля 2019 года американская певица и репэр CupcakKe (Чикаго) выпустила свой собственный неофициальный ремикс «Old Town Road», под названием «Old Town Hoe». Музыкальное видео появилось позднее, в мае 2019.

### Кавер Miche Braden
Американская джазовая и блюзовая певица Miche Braden 14 июня 2019 года записала свою кавер-версию «Old Town Road» в постмодернистском джукбоксовом блюзовом стиле.

### Комментарии
1. 1 2 3 4 5 6 7 8  Учитывается как оригинальная версия, так и ремикс с участием Сайруса.
2. 1 2 3 4 5 6 7 8  Указанный пик является самой высокой позицией в чарте, достигнутой оригинальной версией песни. Ремикс с участием Сайруса был выпущен в начале апреля 2019 года и трек «Old Town Road» в этом чарте был зачислен исключительно на эту версию в большинстве или всех последующих недель.
3. ↑  «Old Town Road» был удален из чарта Hot Country Songs в конце марта 2019 года после того, как Billboard пересмотрели жанр песни и посчитали, что она не соответствует его квалификации для песни в стиле кантри[105].
4. 1 2 3 4 5 6 7 8  Указанный пик является самой высокой позицией в чарте, достигнутой песней, когда она зачисляется на ремикс с участием Сайруса.